# Zemský okres Weilheim-Schongau
Zemský okres Weilheim-Schongau (německy Landkreis Weilheim-Schongau) je německý okres ve spolkové zemi Bavorsko. Rozkládá se na jihozápadě Horního Bavorska, sousedí na západě se švábským okresem Ostallgäu, na jihu s okresem Garmisch-Partenkirchen, na východě s okresem Bad Tölz - Wolfratshausen, na severovýchodě s okresem Starnberg a na severu s okresem Lansberg/Lech.
Od severu k jihu měří okres cca 30 km, od východu k západu 70 km. Krajina je mírně zvlněná s nejnižším místem v nadmořské výšce 533 m n. m. (obec Pähl u jezera Ammersee) a s nejvyšším místem Niederbleick u Wildsteiug (1 589 m n. m.).
Rozloha okresu je 966,41 km². Správním centrem okresu je město Weilheim in Oberbayern s 21 574 obyvateli. Celý okres obývá 130 926 obyvatel. Dalšími významnějšími centry jsou města Penzberg a Schongau.

## Města a obce
Města:
1. Penzberg
2. Schongau
3. Weilheim in Oberbayern

Obce:
1. Altenstadt
2. Antdorf
3. Bernbeuren
4. Bernried am Starnberger See
5. Böbing
6. Burggen
7. Eberfing
8. Eglfing
9. Habach
10. Hohenfurch
11. Hohenpeißenberg
12. Huglfing
13. Iffeldorf
14. Ingenried
15. Oberhausen
16. Obersöchering
17. Pähl
18. Peißenberg
19. Peiting
20. Polling
21. Prem
22. Raisting
23. Rottenbuch
24. Schwabbruck
25. Schwabsoien
26. Seeshaupt
27. Sindelsdorf
28. Steingaden
29. Wessobrunn
30. Wielenbach
31. Wildsteig